# Le Septième Ciel (film 1997)
Le Septième Ciel è un film del 1997 diretto da Benoît Jacquot.